# 칼로니무스 벤 칼로니무스
칼로니무스 벤 칼로니무스 벤 메이르(히브리어: קלונימוס בן קלונימוס Kalonymus ben Kalonymus: 1286년-1328년 이후)는 카키메이 프루븐스(오늘날의 프랑스 프로방스) 출신의 유대인 철학자, 번역가다. 그는 테살로니키에서 압바 마리 벤 엘릭도르와 모세 벤 솔로몬에게 철학과 랍비문학을 배웠다. 의학도 배웠지만 의사로 활동하지는 않은 것으로 보인다.
그는 프로방스의 유대인 사회에서 지도적인 인물이었으며, 칼로니무스와 그의 아버지 칼로니무스는 나시(소왕prince, 현대 히브리어에서 "대통령")의 칭호를 가졌다.
1314년경 칼로니무스는 아비뇽에 정착하여 나폴리 국왕 로베르 당주와 지인이 되었다. 로베르는 이후 클로니무스에게 로마로 학술여행을 갈 수 있는 추천장을 써 주며 그를 로마로 파견했다. 클로니무스는 그 품성과 학식으로 로마의 유대인 사이에서도 높이 평가받았다. 그의 로마 체류가 예정보다 길어지자 그의 가문에서 소환령을 내렸는데, 임마누엘 벤 솔로몬이 "로마 유대인 공동체의 이름으로" 칼로니무스의 귀환을 반대하는 서한을 아를의 나시 사무일에게 보낼 정도였다. 모리츠 슈타인슈나이더의 연구에 따르면, 임마누엘의 기록에 언급되는, 1321년 아비뇽 교황 앞에서 로마 유대인들을 대변해 말한 유대인 시인이 칼로니무스였을 것이라고 한다. 다만 칼로니무스의 로마 체류 기간이 정확히 알려져 있지 않기 때문에 여기에는 이설이 있다. 하인리히 크라에츠와 아돌프 노이바우어는 칼로니무스가 카탈루냐에 머물다가 1322년경 로마로 갔을 것이라며, 칼로니무스가 Eben Boḥan에서 로마에 대해 언급한 부분이 없음을 그 근거로 든다. 어쨌든 칼로니무스는 늦어도 1328년에는 아를에 있었으며, 이후 여생을 거기서 보내다 죽었으나 정확한 몰년과 일자는 불명하다.
Even Boḥan에 수록된 한 시에서, 칼로니무스는 남자로 태어난 것을 슬퍼하며 저주한다. 그는 자신의 음경을 "흠(מוּם)"이라고 부르며 여자로 창조되길 소망한다고 썼다. 이 시는 오랫동안 풍자시로 여겨졌으나, 근자에 성소수자들 사이에서는 이것을 성별 불쾌감의 증상을 표현한 것이며 칼로니무스를 트랜스여성으로 여기는 해석이 널리 퍼졌다. 하지만 14세기 인물인 칼로니무스의 성정체성을 우리가 지금 와서 알 길은 없다. 스티븐 그린버그는 칼로니무스가 트랜스여성일 가능성을 인정하지만, 남자의 성애의 대상이 되는 여자를 시기한 게이였을 가능성도 있다고 제언했다.